# Naturschutzgebiet Haumecke
Das Naturschutzgebiet Haumecke ist ein 98,37 ha großes Naturschutzgebiet (NSG) nordwestlich
von Züschen im Stadtgebiet von Winterberg. Das Gebiet wurde 2008 mit dem Landschaftsplan Winterberg durch den Hochsauerlandkreis als (NSG) ausgewiesen.

## Beschreibung
Das NSG umfasst das Grünlandbachtal des Baches Haumecke. Das Grünland wird mit Rindern beweidet. Das NSG ist mit typischem Arten- und Biotopinventar des Rothaargebirges ausgestattet. Insbesondere mit artenreichen Magerweiden an den Talhängen und wertvollem Feucht- und Nassgrünland in Bachnähe.

## Schutzzweck
Das NSG soll das Grünlandbachtal mit seinem Arteninventar schützen. Wie bei allen Naturschutzgebieten in Deutschland wurde in der Schutzausweisung darauf hingewiesen, dass das Gebiet „wegen der Seltenheit, besonderen Eigenart und Schönheit des Gebietes“ zum Naturschutzgebiet erklärt wurde.